# Condition de Palais-Smale
La condition de Palais–Smale (ou condition de compacité de Palais–Smale), nommée ainsi en l'honneur de Richard Palais et Stephen Smale, est une hypothèse utile pour démontrer certains théorèmes du calcul des variations en l'absence de compacité. Elle garantit l'existence de certains types de points critiques, en particulier de points col. La condition porte sur la fonctionnelle dont on cherche à montrer l’existence d’un extremum.
Dans les espaces de dimension finie, la condition de Palais–Smale pour une fonction de classe C1 à valeurs réelles est automatiquement satisfaite pour les applications propres qui, dans ce cas, sont les fonctions pour lesquelles l’image réciproque d’un sous-ensemble borné est bornée. En calcul des variations, où l'on s'intéresse généralement aux espaces fonctionnels de dimension infinie, une condition supplémentaire de compacité est nécessaire car les bornés ne sont plus nécessairement précompacts. Voir, par exemple, la preuve du théorème du col dans la section 8.5 d'Evans.

## Formulation forte
On dit qu'une fonctionnelle continûment différentiable au sens de Fréchet {\displaystyle I\in C^{1}(H,\mathbb {R} )} d'un espace de Hilbert H à valeurs dans ℝ satisfait la condition de Palais-Smale si toute suite {\displaystyle \{u_{k}\}_{k=1}^{\infty }\subset H} vérifiant:
- {\displaystyle \{I[u_{k}]\}_{k=1}^{\infty }} est bornée
- {\displaystyle I'[u_{k}]\rightarrow 0} en H

admet une sous-suite convergente dans H.

## Formulation faible
Soit X un espace de Banach et {\displaystyle \Phi \colon X\to \mathbf {R} } une fonctionnelle différentiable au sens de Gateaux. On dit que la fonctionnelle {\displaystyle \Phi } satisfait la condition faible de Palais-Smale si pour toute suite {\displaystyle \{x_{n}\}\subset X} vérifiant
- {\displaystyle \sup |\Phi (x_{n})|<\infty ,}
- {\displaystyle \lim \Phi '(x_{n})=0\in X^{*},}
- {\displaystyle \forall n\in \mathbb {N} ,\,\Phi (x_{n})\neq 0,}

il existe un point critique de {\displaystyle \Phi }, {\displaystyle {\overline {x}}\in X} tel que
{\displaystyle \liminf _{n}\Phi (x_{n})\leq \Phi ({\overline {x}})\leq \limsup _{n}\Phi (x_{n}).}